# 安子島祐高
安子島 祐高（あこがしま すけたか）は、安土桃山時代の武将。陸奥国安積郡安子島城主。

## 略歴
安子島氏は藤原南家の流れを汲む安積伊東氏の庶流。
安子島氏は安積伊東氏の一門にして有力な庶家であったが、戦国時代に奥州管領二本松氏に随身し、祐高の父・右衛門大夫の代までその傘下にあった
。
天正14年（1586年）8月二本松義綱が二本松城から退去すると、伊達政宗に降って所領を安堵されて、
田村家に付属されたが、天正16年2月同じく伊達家に降っていた高玉常頼、荒井政頼と共に大内定綱の挙兵に呼応して離反。
蘆名家に従属した。
その後、伊達氏が南奥州の覇権をかけて会津の黒川城主・蘆名義広と合戦に及ぶと、安積郡の諸勢力の悉くが伊達方に与する中で高玉・荒井氏と共に蘆名方に留まった。
祐高は籠城して伊達方に抗戦の構えを見せるが、圧倒的な兵力差の前に伊達成実の許へ使者を送って
降伏し、城兵の助命を引き換えに退去。 会津に落ち延びたという。